# The Girl with the Dragon Tattoo
The Girl With The Dragon Tattoo is een Amerikaanse film uit 2011. Het is de eerste film van Columbia Pictures’ filmtrilogie gebaseerd op Stieg Larssons literaire blockbuster de Millennium-trilogie en een remake van de Zweedse film Män som hatar kvinnor. De film is geregisseerd door David Fincher. Hoofdrollen worden vertolkt door Daniel Craig en Rooney Mara.
De film is gebaseerd op het eerste deel van de trilogie, in Nederland en Vlaanderen vooral bekend onder de titel Mannen die vrouwen haten. Hiervan zijn in totaal 50 miljoen exemplaren in 46 landen verkocht en het boek is uitgegroeid tot een wereldwijd fenomeen. Het scenario is geschreven door Steven Zaillian.

## Verhaal
De Zweedse journalist Mikael Blomkvist, mede-eigenaar van het Millennium-magazine, heeft een rechtszaak verloren tegen zakenman Hans-Erik Wennerström en moet hem een aanzienlijk bedrag betalen omwille van laster en eerroof. Lisbeth Salander heeft in opdracht van zakenman Henrik Vanger een volledige doorlichting gedaan van Mikael Blomkvist. Zij is een briljante onderzoekster en hackster, maar is sociaal onaangepast en mentaal instabiel. Ondanks dat ze 23 jaar is, staat ze onder toezicht van de Zweedse staat, iets wat in principe enkel voor minderjarigen van toepassing is. Henrik wil dat Mikael uitzoekt wat er met zijn kleinkind Harriet 40 jaar eerder is gebeurd. Volgens Henrik werd ze vermoord door een familielid. In ruil krijgt Mikael informatie om Wennerström de das om te doen. Blomkvist gaat akkoord en al snel vindt hij een boekje met initialen en nummers die niemand tot nu toe heeft kunnen ontcijferen.
Salandar krijgt via de sociale dienst een nieuwe curator toegewezen, Nils Bjurman, nadat haar huidige, Holger Palmgren, een beroerte heeft gehad. Wanneer zij geld nodig heeft, dwingt Nils haar om seks te hebben. De eerste keer dient zij hem oraal te bevredigen, maar de tweede keer verkracht hij haar gewelddadig en gebruikt daarbij SM. Bij de derde keer gebruikt zij onverwachts, als Bjurman de deur dicht doet, een stroomstootwapen op hem. Nadat hij bijkomt, heeft Lisbeth hem vastgebonden. Hierop steekt ze hardhandig een dildo in zijn anus en legt ze uit dat ze bij de vorige keer een camera in haar tas had verborgen en dit heeft opgenomen, waarna ze de beelden van haar verkrachting laat zien. Met de opname chanteert ze Nils door tegen hem te zeggen dat, wanneer hij weer kan zitten, ze samen naar de bank zullen gaan waar hij moet verklaren dat zij bekwaam is om haar eigen geld te beheren en dat hij enkel nog positieve rapporten over haar zal schrijven en geen hulp meer nodig heeft van de sociale dienst. Hierna zegt ze zijn sleutels mee te nemen zodat ze hem kan controleren, zodat hij nooit meer met een andere vrouw, vrijwillig of onvrijwillig, seks heeft, omdat ze hem anders vermoordt. Hierop geeft ze een flinke schop tegen de dildo die nog in zijn anus zit. En om het nog duidelijker te maken, plaatst ze een tatoeage op zijn borst met de tekst dat hij een verkrachter is.
Blomkvist krijgt bezoek van zijn dochter Pernilla die zeer gelovig is. Zij merkt op dat de nummers in het boekje verwijzen naar verzen in de Bijbel. Mikael contacteert Henriks advocaat, Dirch Frode, met de melding dat hij hulp nodig heeft. Zo komt hij in contact met Lisbeth. Zij ontdekt dat er een verband is tussen de betreffende verzen en jonge vrouwen die tussen 1947 en 1967 op brutale wijze werden vermoord. Verder hebben al deze vrouwen ofwel een Joodse achtergrond ofwel een naam die in de Bijbel voorkomt. Harald, Henriks broer, geeft Blomkvist een foto en zegt hem het onderzoek verder te richten op Harriets broer Martin, die momenteel een van de grote bazen is van het Vanger-imperium. Lisbeth ontdekt bewijs dat Martin en diens overleden vader Gottfried de moorden pleegden.
Ondertussen heeft Mikael ingebroken in het huis van Martin maar wordt betrapt. Martin doet net of er niets aan de hand is en nodigt Blomkvist uit voor een drankje, waarna Martin hem in een val laat lopen en tracht hem op brute wijze te vermoorden. Daarbij zegt hij dat zijn vader inderdaad de gewelddadige seriemoordenaar was, maar dat hij zijn lijken niet goed genoeg verborg. Zelf biecht hij op dat hij al decennialang vrouwen vermoordt, maar de lijken niet openlijk te grabbel legt waardoor niemand een link kan leggen dat de vermiste persoon in werkelijkheid door hem werd vermoord. Martin beweert verder dat hij niets te maken heeft met de verdwijning van zijn zus. Lisbeth is net op tijd om Mikael te redden en slaat Martin neer met een golfclub. Martin kan ontsnappen en rijdt met zijn auto weg. Achterna gezeten door Lisbeth, crasht hij niet veel verder, waarop zijn auto ontploft en Martin levend verbrandt. Lisbeth trekt tijdelijk bij Blomkvist in zodat hij kan herstellen. Als Mikael aan haar vraagt hoe het komt dat een 23-jarige onder toezicht van de staat kan vallen, vertelt ze dat ze op twaalfjarige leeftijd haar vader trachtte te vermoorden door hem in brand te steken. 
Blomkvist vermoedt dat Harriet mogelijk nog leeft en dat haar nicht Anita, die in het buitenland woont, meer weet. Ze confronteren haar met de dood van Martin en tappen haar telefoon- en internetverkeer af in de hoop dat zij met Harriet contact opneemt. Wanneer dat niet gebeurt, bezoekt Mikael haar nogmaals, maar spreekt haar nu aan met Harriet waardoor zij door de mand valt. Harriet verklaart dat ze als kind meermaals werd verkracht door haar vader. Op een avond was hij dronken en vermoordde zij hem door hem met een peddel onder het water van het nabijgelegen meer te houden. Haar broer Martin was toevallig getuige. Hij kon dit niet verwerken en begon haar daarop seksueel te misbruiken. Haar nicht Anita smokkelde haar op een dag naar buiten en liet haar leven onder haar identiteit. Zelf verdween de echte Anita ook in de anonimiteit, maar een jaar later kwam ze met haar man om tijdens een auto-ongeluk. Nu haar broer dood is, beslist Harriet om terug naar Zweden te keren om Henrik te ontmoeten.
Henrik geeft Mikael de beloofde informatie, maar deze blijkt reeds verjaard te zijn waardoor het waardeloos is. Lisbeth hackt de computer van Wennerström en vindt het bewijs dat Wennerström wel degelijk een crimineel is. Dat artikel wordt gepubliceerd in het tijdschrift van Mikael waardoor Wennerström het land ontvlucht. Lisbeth breekt ook in op Wennerström Zwitserse bankrekening. Ze reist in vermomming naar dat land en schrijft twee miljard euro over naar enkele andere rekeningnummers. Wennerström wordt vermoord aangetroffen. Lisbeth bekent aan haar voormalige mentor dat ze verliefd is op Mikael. Met kerst koopt ze voor hem een cadeau. Wanneer ze dit wil afleveren, ziet ze dat Mikael net vertrekt met zijn zakenpartner Erika Berger waarvan Lisbeth uit haar eerdere screening wist dat ze een relatie hadden. Lisbeth werpt het cadeau weg en vertrekt met een gebroken hart.

## Rolverdeling
| Acteur                | Personage             |
| --------------------- | --------------------- |
| Daniel Craig          | Mikael Blomkvist      |
| Rooney Mara           | Lisbeth Salander      |
| Christopher Plummer   | Henrik Vanger         |
| Stellan Skarsgård     | Martin Vanger         |
| Robin Wright          | Erika Berger          |
| Steven Berkoff        | Dirch Frode           |
| Yorick van Wageningen | Nils Bjurman          |
| Joely Richardson      | Anita Vanger          |
| Donald Sumpter        | Inspecteur Morell     |
| Geraldine James       | Cecilia Vanger        |
| Goran Višnjić         | Dragan Armansky       |
| Ulf Friberg           | Hans-Erik Wennerström |
| Tony Way              | Plague                |
| Per Myrberg           | Harald Vanger         |
| Embeth Davidtz        | Annika Giannini       |
| Josefin Asplund       | Pernilla Blomkvist    |
| Alan Dale             | Inspecteur Isaksson   |
| Élodie Yung           | Miriam Wu             |
| Eva Fritjofson        | Anna                  |
| Moa Garpendal         | Harriet               |